# Ixora agasthyamalayana
Ixora agasthyamalayana là một loài thực vật có hoa trong họ Thiến thảo. Loài này được Sivad. & N.Mohanan mô tả khoa học đầu tiên năm 1991.